# Prolet
Prolet ist die umgangssprachliche Verkürzung des Begriffs „Proletarier“ und bezeichnete seit dem 19. Jahrhundert auf abwertende Weise Angehörige vor allem der städtischen Unterschicht, besonders Industriearbeiter, seit Aufkommen des Marxismus aber auch positiv konnotiert Arbeiter im Kontext des Klassenkampfes.
Nach 1945 kam es zu einer Bedeutungsverschiebung. Heute wird Prolet – in einer weiteren, umgangssprachlichen Verkürzung auch Proll, Prol oder Prolo – als Schimpfwort und als abwertende Bezeichnung für Menschen aus bildungsfernem Milieu verwendet sowie für Personen, deren Umgangsformen und Lebensstil als unkultiviert empfunden werden. Damit findet eine Bedeutungsverschiebung statt von „Angehöriger des Proletariats“ in Richtung „Angehöriger des Pöbels“ und somit eine Verstärkung der abwertend-diskriminierenden Konnotation.

## Geschichte und Gegenwart
Das Wort „Prolet“ ist ebenso wie „Proll“ eine Verkürzung des Begriffs „Proletarier“. Dieser Begriff wiederum leitet sich aus dem lateinischen Wort proletarii ab, welches in der Antike als Bezeichnung für alle römischen Bürger der untersten Volksschicht verwendet wurde, die nur Nachkommenschaft (proles) ihr Eigen nennen konnten. Darin spiegelte sich in erster Linie die abwertende und geringschätzige Haltung aller höheren Volksschichten wider, vornehmlich aber die des Adels, der Patrizier und der plebejischen Nobilitas, gegenüber allen ungebildeten und ungepflegten Arbeitern. Im Unterschied zu den Sklaven waren die proletarii freie römische Bürger, die für ihr Schicksal somit selbst verantwortlich waren, aber aus Sicht der oberen Schichten mangels Eigentum und Ausbildung nichts aus sich machen konnten.
Der Begriff „Prolet“ wurde im Zuge der Arbeiterbewegungen Ende des 19. und Anfang des 20. Jahrhunderts wieder aufgegriffen. Insbesondere Karl Marx verwendete den Begriff des Proletariers für Angehörige der Klasse der Lohnarbeiter, die gezwungen sind, ihre Arbeitskraft zu verkaufen, und deshalb von der Bourgeoisie ausgebeutet werden können. Nach Marx zählen auch Angestellte zu den Proletariern, da sie ebenfalls durch den Verkauf ihrer Arbeitskraft ihren überwiegenden Lebensunterhalt verdienen. Demzufolge beruhte der feine Lebensstil der höheren Schichten – wie schon im alten Rom – vor allem auf der Tatsache, dass diese die große Mehrheit ausbeuten. Die Proletarier aber bildeten – nach Marx – das Rückgrat des Staates, weil sie zahlenmäßig den Großteil eines Volkes darstellten, für ihren bescheidenen Lohn zum Wohle der herrschenden Klassen schuften mussten und sich dabei (gesundheitlich) abarbeiteten. Aus dem Begriff des „Proletariers“ („Proletarier aller Länder, vereinigt euch!“) wurde die Kurzform „Prolet“ abgeleitet: Prolet – wie lange noch? Wirf ab das Ochsenjoch!
Während und in der Folge der russischen Revolution und später in der Sowjetunion begaben sich Künstler und Kulturschaffende auf die Suche nach einer neuen angemessenen Form von proletarischer Kultur für die neuen gesellschaftlichen Realitäten. Die Kurzform „Prolet“ wurde zum Bestandteil des neuen Begriffs „Proletkult“, der in seiner vermeintlichen Natürlichkeit und Direktheit allerdings stark durch Indoktrination und Zensur der (vermeintlich) sozialistischen totalitären Staaten verzerrt und einseitig eingeschränkt wurde.
Die Begriffe Proletariat, Proletarier und Prolet fanden also überwiegend in der marxistischen Klassentheorie Verwendung. Im 20. Jahrhundert erhielt das Konzept der sozialen Klassen und die Begriffe Proletarier und Prolet Konkurrenz durch andere Modelle zur Beschreibung und Interpretation der Sozialstruktur von Gesellschaften. Insbesondere Schichten- und Milieu-Modelle. Hier sind die Begriffe Proletarier und Prolet meist nicht gebräuchlich. An ihre Stelle treten Begriffe wie Unterschicht, Neue Unterschicht, traditionelles und traditionsloses Arbeitermilieu (SINUS-Milieus), Unterhaltungsmilieu (Gerhard Schulze). Insbesondere im Kontext von Lebensstil-, Konsum- und Wahlforschung sind die Begriffe Proletarier oder Prolet kaum gebräuchlich. Der Begriff Prolet erhielt sich allerdings neben dem marxistischen Kontext in der Umgangssprache, hier allerdings mit deutlicher Negativ-Konnotation.
Im Gegensatz zu „Prolet“ sind die Begriffe „Proll“, „Prol“ oder „Prolo“ vergleichsweise jung. Sie werden fast ausschließlich als Schimpf- oder Schmähwort verwandt.
Während die Begriffe Proletkult bzw. proletarische Kultur wertschätzende Begriffe für eine spezifische Kultur des Proletariats sind, werden unter Begriffen wie „Proll“ kulturelle Merkmale subsumiert, denen eine kulturelle Minderwertigkeit, eine Zivilisations-Ferne oder eine Ferne von hochkulturellen Mustern unterstellt wird. Dementsprechend muss der so Bezeichnete nicht tatsächlich dem Proletariat angehören, mit „Proll“ können z. B. auch zu Geld gekommene Menschen (Neureiche) oder in einflussreiche Positionen aufgestiegene Menschen bezeichnet werden, denen dennoch die entsprechende Bildungs- und Kulturferne nachgesagt wird. Je nach Benutzer des Begriffs sind es sehr unterschiedliche, teils widersprüchliche Merkmale, Eigenschaften und Zugehörigkeiten, die einem „Proll“ klischeehaft zugeschrieben werden. Beispielhaft erwähnt seien ungehobeltes Verhalten, Hobbys wie Auto-Tuning, Bodybuilding, eine Vorliebe für Körperschmuck wie Tätowierungen und Piercings, für Fäkalsprache und Jogginghosen, weiters für Ballermann-Rituale und Kampfhunde, sowie ein hoher Bier-, Zigaretten- und Fernsehkonsum.

## Rezeption
Die unterschiedlichen Erscheinungsformen proletarischer (und vermeintlich proletarischer) Kultur, sowie die verschiedenen Bilder und Klischees, die mit den Begriffen Prolet und Proll assoziiert werden, werden in den Medien und Künsten sehr unterschiedlich rezipiert und verarbeitet. Einerseits findet eine sozialkritische Auseinandersetzung mit den Lebensrealitäten statt (z. B. in Werken des Berliner Karikaturisten Heinrich Zille, allgemein im Realismus in der Kunst und z. T. im sozialkritischen Hip-Hop oder in der Proletenpassion der Politrock-Gruppe Schmetterlinge). Andererseits findet auch eine Ironisierung oder Stilisierung statt, die manchen Darstellungen den Vorwurf des Klassismus einbringen. In diesem Kontext haben sich einige Kunstfiguren und hochstilisierte Klischees etabliert, beispielsweise das Klischee des prolligen, tuning-begeisterten Mantafahrers.
In Comedy, Film (v. a. Komödien) und Fernsehen sowie in humoristischer Literatur wird das Phänomen immer wieder karikiert und stilisiert:
- Eine Milieustudie über Proleten ist die österreichische Fernsehserie Ein echter Wiener geht nicht unter.
- Parodien auf das Klischee Mantafahrer
  - Mantawitze
  - Die Actionkomödien Manta Manta und Manta – Der Film
- Eine Welle deutscher Filmkomödien der 1990er Jahre (unter Mitwirkung von Tom Gerhardt, Hilmi Sözer oder Michael „Bully“ Herbig u. a.) beutete das „Proll-Klischee“ aus.
- Die Kunstfigur Cindy aus Marzahn thematisiert und karikiert das Klischee einer in prekären und bildungsfernen Kontext lebenden Frau aus der Ost-Berliner Plattenbausiedlung Marzahn mit Berliner Schnauze.
- Bei der Kunstfigur Dennis aus Hürth handelt es sich um die Stilisierung eines klischeehaften Problemschülers: Eines bildungsfernen und verwöhnten, oft rüpelhaften und wenig motivierten Berufsschülers, der noch mit über 20 bei seiner Oma wohnt, überwiegend an Konsum und Markenkleidung interessiert ist und regelmäßig die Schule schwänzt.
- Die niederländische Comedy-Serie New Kids skizziert das Alltagsleben einer Clique bildungsferner Männer in prekären Verhältnissen. Die Serie schafft Kunstfiguren, die  dem weitverbreiteten Klischee vom Proll (Bierkonsum, Autotuning, Rowdytum, Gewaltbereitschaft, vulgäre Sprache usw.) entsprechen.